# Чемпіонат світу з біатлону 1958
1-й чемпіонат світу з біатлону відбувся у 1958 році в Заальфейдені, Австрія. Єдиними змаганнями були 20-кілометрові індивідуальна та командна гонка.

## Чоловічі результати

### 20 км індивідуальна гонка
| Медаль | Ім'я             | Країна | Промахи | Результат | Відставання |
| ------ | ---------------- | ------ | ------- | --------- | ----------- |
| Золото | Адольф Віклунд   | Швеція | 3       | 1:33:44   |             |
| Срібло | Олле Гуннеріссон | Швеція | 3       | 1:34:13   | 29          |
| Бронза | Віктор Бутаков   | СРСР   | 6       | 1:34:46   | 1:02        |

Кожен промах приносив 2 хвилини штрафу.

### 20 км командна
| Медаль | Країна   | Штрафи | Результат | Відставання |
| ------ | -------- | ------ | --------- | ----------- |
| Золото | Швеція   |        | 6:23:58   |             |
| Срібло | СРСР     |        | 6:35:33   | 11:35       |
| Бронза | Норвегія |        | 7:23:58   | 1:00:00     |

Переможець визначався за сумою результатів чотирьох найкращих спортсменів у індивіуальній гонці.